# Karl Braun (Politiker, 1897)
Karl Braun (* 29. Juli 1897 in Großingersheim; † 30. September 1983 in Bietigheim-Bissingen) war ein deutscher Politiker der SPD.
Vom 24. September 1945 bis zum 1. September 1964 war Braun Bürgermeister von Großingersheim. Hauptaufgabe seiner Amtszeit war der Wiederaufbau der im Krieg stark zerstörten Gemeinde.
Braun gehörte von 1952 bis 1953 der Verfassunggebenden Landesversammlung und danach bis zu seiner Mandatsniederlegung am 26. Januar 1967 dem Landtag von Baden-Württemberg an. Im Jahr seines Ausscheidens aus dem Landtag erhielt er die Ehrenbürgerwürde Großingersheims und das Bundesverdienstkreuz. Nach ihm ist die Karl-Braun-Straße in Ingersheim benannt.